# Bauernmühle Uetersen

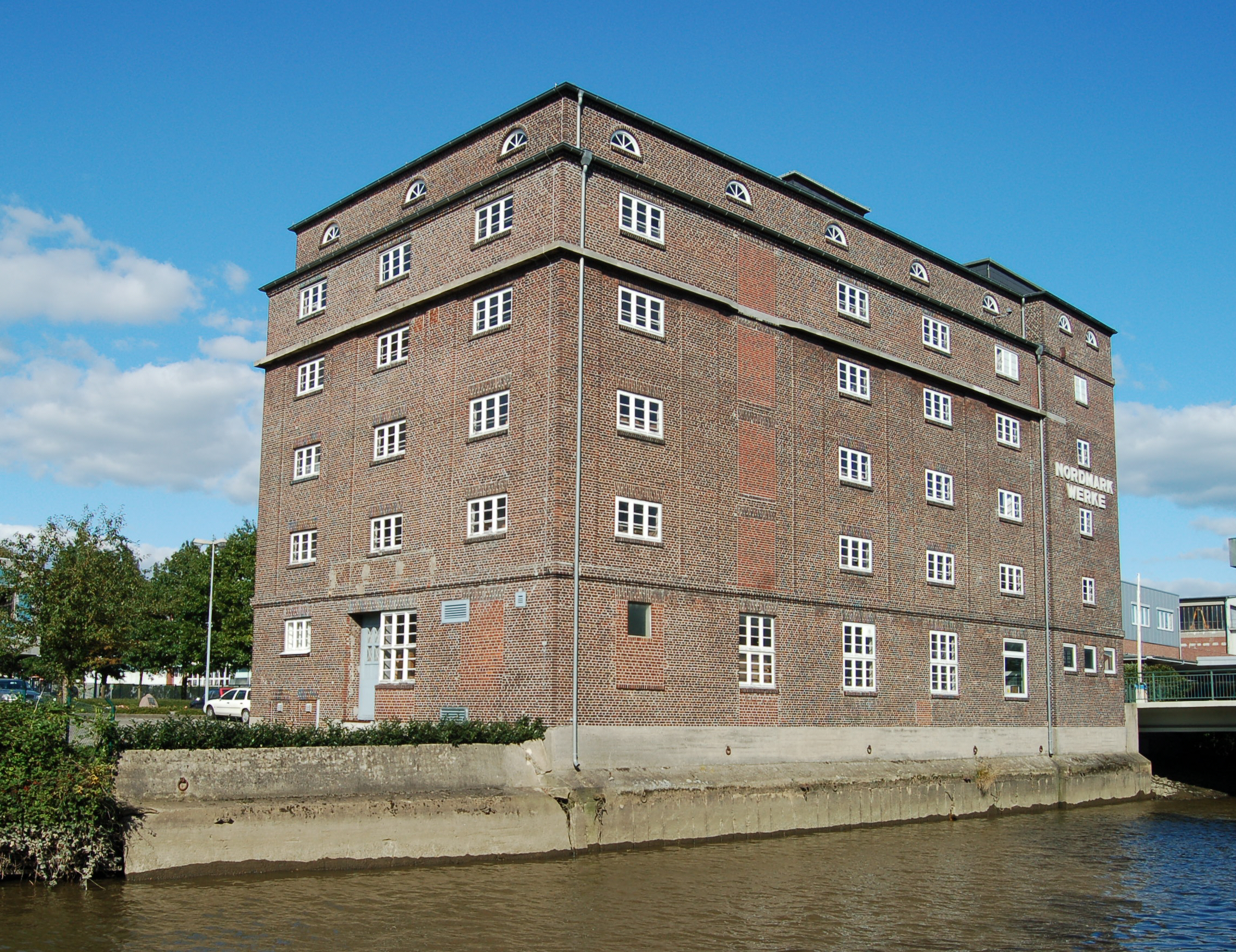
Die ehemalige Bauernmühle in Uetersen

Die sogenannte Bauernmühle ist ein denkmalgeschütztes Gebäude in Uetersen und liegt am Ufer der Pinnau.
Das Gebäude ist ein sechsgeschossiger Klinkerbau im Stil der 1920er Jahre. Auffällig an dem Bau sind die sorgfältig gegliederten, durch Mauervorsprünge und Gesimse getrennten Fensterstrukturen. Der nördliche Gebäudeabschluss hat eine Dominanz-Wirkung zur Hauptstraße hin. Der Bau ruht auf einhundert Eisenbetonpfählen, die siebzehn Meter tief in die Erde getrieben wurden. Erbaut wurde das Gebäude 1924 nach den Plänen des Pinneberger Architekten Klaus Groth (1893–1979) im Auftrag des Schleswig-Holsteinischen Bauernvereines. Die Bauernmühle war ausgestattet mit einer pneumatischen Sauganlage mit einer Stundenleistung von 22,5 Tonnen zum Beladen von Schiffen und einer Mühle mit vier Schrotgängen. Die integrierten Silos hatten ein Fassungsvermögen von insgesamt 1000 t Getreide. 1939 kauften die Nordmark Arzneimittelwerke das stillgelegte Mühlengebäude. Bis 2005 beherbergte es eine Betriebskrankenkasse und dient ansonsten als Lagerhalle.
Das Gebäude steht wegen seines architektonischen und historischen Wertes als Industriedenkmal und Kulturdenkmal unter Denkmalschutz.